# 뇨롱 츄루야씨
《뇨롱 츄루야씨》(にょろーん ちゅるやさん)는 에렛토의 스즈미야 하루히 시리즈 패러디 네컷만화 작품이다.

## 개요
스즈미야 하루히 시리즈의 등장인물 '츠루야씨'를 모델로 한 꼬마 캐릭터 '츄루야씨'를 주인공으로 한 작품. 2006년 6월 15일 개인 사이트인 '우츠라우라라카(うつらうららか)'에 츄루야씨의 일러스트가 공개된 것이 뉴스 사이트등에서 소개되어 인터넷과 동인계 일부에서 화제가 되었다. 후에 츄루야상의 네컷만화가 사이트에서 연재되었고, 그것을 수록한 동인지 '뇨롱~☆츄루야씨(にょろーん☆ちゅるやさん)'가 현재 3권까지 제작되었다.
넷상에선 플래시 애니메이션, 타작품의 캐릭터를 이용한 패러디 등에 사용되고 있으며, 2008년 8월 월간 소년 에이스에서 '스즈미야 하루히 짱의 우울'과 함께 애니화 소식이 발표되었다.

## 등장인물
츄루야씨 (ちゅるやさん)
키는 쿈의 무릎 정도. 좋아하는 음식은 스모크 치즈. 손발이 짧고, 손이 귀 정도까지 밖에 닿지 않는다. 후에 머리에 매너 모드 버튼이 추가되었다.
스모크 치즈를 먹으려고 하거나 SOS단의 활동을 도우려하지만, 주변에서 불합리한 취급이나 안타까운 현실에 대면하여, 대부분이 4번째 컷에서 '뇨롱~'하는 상태가 된다.
'스모크 치즈를 좋아한다'는 설정은 모델인 츠루야씨와는 달리 독립적인 설정. 작가는 동인지 후기를 통해 설정의 유래를 '자신이 스모크 치즈의 맛에 눈을 떴기 때문에'라고 밝혔다.

## 애니메이션
2008년에 제작 발표가 되었다. 애니메이션 스즈미야 하루히의 우울과 같이 교토 애니메이션에서 제작을 담당. 감독은 타케모토 야스히로.

## 같이 보기
- 스즈미야 하루히 시리즈
- 에렛토
- 부-부-카가부-